# Гагсетра (станція метро)
59°15′44″ пн. ш. 18°00′44″ сх. д. / 59.262222° пн. ш. 18.012222° сх. д.
«Гагсетра» (швед. Hagsätra) — станція Зеленої лінії Стокгольмського метрополітену, обслуговується потягами маршруту Т19.
Станція була введена в експлуатацію  1 грудня 1960 року, як продовження лінії на одну станцію від однієї станції від Рогсвед

Наступна станція Рогсвед, відстань від станції Слюссен 10 км.
Пасажирообіг станції в будень —	4,850  осіб (2019)

Розташування: мікрорайон Гагсетра Седерорт, Стокгольм
Конструкція: наземна відкрита станція з однією прямою острівною платформою.

## Операції
| Попередня станція           | Лінія | Лінія     | Лінія | Наступна станція |
| --------------------------- | ----- | --------- | ----- | ---------------- |
| Рогсвед до Гессельбю-странд |       | Лінія T19 |       | Кінцева          |